# حمله فرامرزی ۲۰۰۶ حزب‌الله
حمله فرامرزی ۲۰۰۶ حزب‌الله، حمله‌ای فرامرزی بود که توسط شبه‌نظامیان حزب‌الله لبنان به یک گشت نظامی اسرائیل در ۱۲ ژوئیه ۲۰۰۶ در خاک اسرائیل انجام شد.
شبه‌نظامیان حزب‌الله با استفاده از راکت‌هایی که به چندین شهر اسرائیلی شلیک شد، از لبنان به اسرائیل رفتند و دو خودروی ارتش اسرائیل را غافلگیر کرده و سه سرباز را کشته و دو سرباز دیگر را اسیر کردند. پنج سرباز دیگر نیز در داخل خاک لبنان در یک تلاش نافرجام برای نجات، کشته شدند. حزب‌الله در ازای آزادی سربازان اسیر شده، خواستار آزادی اسیران لبنانی شد؛ اسرائیل نپذیرفت و در پاسخ به حمله حزب‌الله، عملیات زمینی و هوایی گسترده‌ای را در سراسر لبنان آغاز کرد. این شروع جنگ ۲۰۰۶ اسرائیل و لبنان و پایان درگیری ۲۰۰۰–۲۰۰۶ کشتزارهای شبعا بود. دو سال بعد، در ۱۶ ژوئیه ۲۰۰۸، اجساد دو سرباز اسیر توسط حزب‌الله، در ازای سمیر قنطار و چهار زندانی حزب‌الله، به اسرائیل، بازگردانده شد. حزب‌الله در ابتدا نام این عملیات فرامرزی را «آزادی سمیر قنطار و برادرانش» گذاشت، اما در نهایت آن را به «عملیات وعده صادق» (عربی: عملیة الوعد الصادق) خلاصه کرد.